# Monteleone d'Orvieto
Monteleone d'Orvieto è un comune italiano di 1 359 abitanti della provincia di Terni in Umbria.

## Geografia fisica
Monteleone d'Orvieto si trova sulle colline all'estremo nord della provincia di Terni, nel sub-comprensorio dell'Alto Orvietano, confina con due comuni della provincia di Perugia, Piegaro a nord e Città della Pieve ad ovest, e due della provincia di Terni, Fabro a sud e Montegabbione ad est.

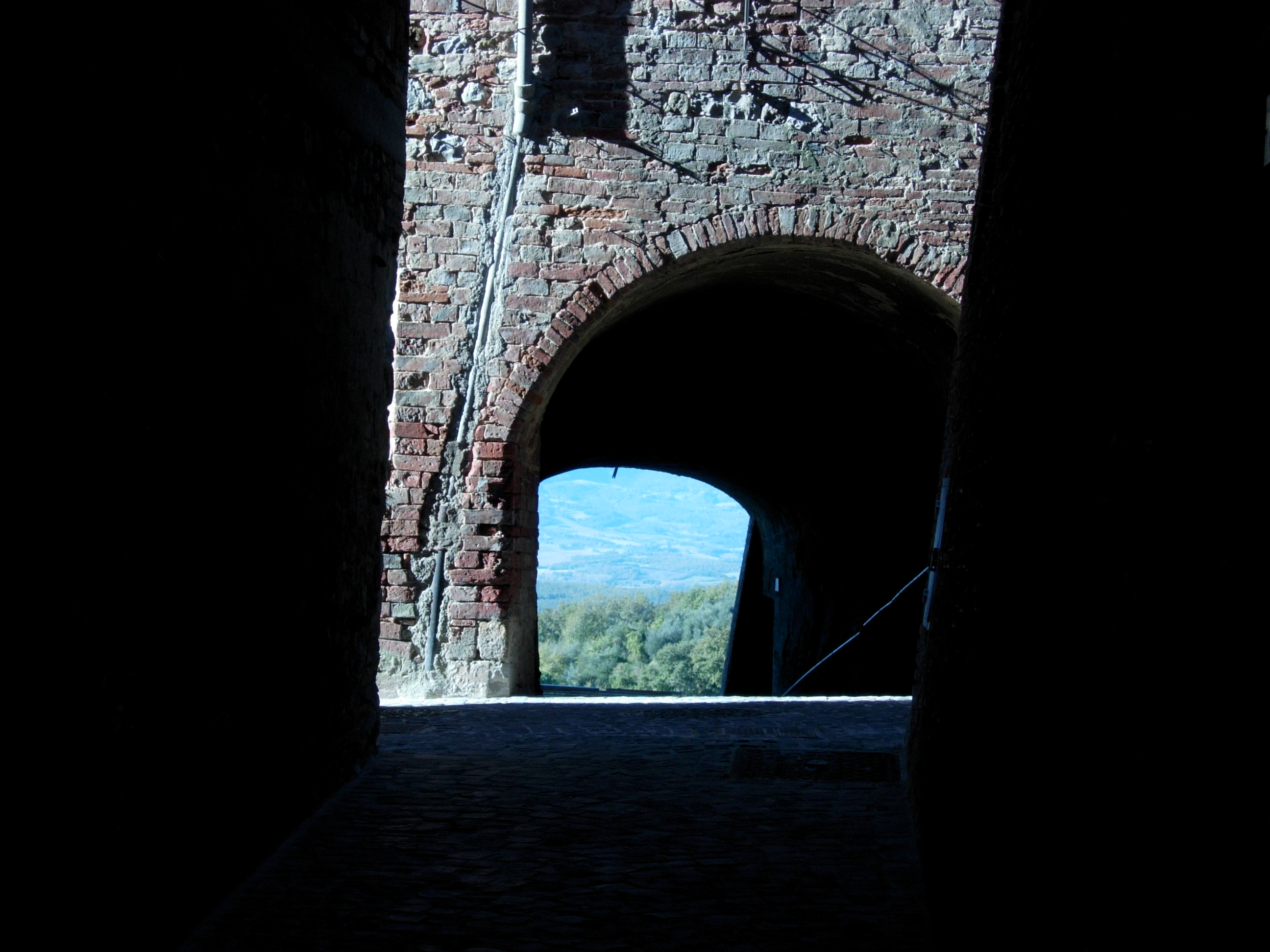
La Val di Chiana dal borgo di Monteleone

Dal paese la vista si estende sulla lunga e stretta Val di Chiana - quella che fu la Valdichiana Romana - e sui monti toscani e laziali.
È unito per tutta la sua lunghezza dalla S.R. 71 Umbro-casentinese, un tempo strada di competenza statale.
Le varie località e frazioni sono poste alle seguenti altezze:
- Capoluogo 500 m s.l.m.
- Santa Maria 251 m s.l.m.
- Spiazzolino: 300 m s.l.m.
- Colle Basso 340 m s.l.m.
- Colle Alto 352 m s.l.m.
- San Lorenzo 409 m s.l.m.

Monteleone faceva parte della Comunità montana Monte Peglia e Selva di Meana, ed oggi appartiene a quella ancor più ampia del dell'Orvietano-Narnese-Amerino-Tuderte (ONAT); è all'interno del patto territoriale VATO (Val di Chiana-Monte Amiata- Lago Trasimeno-Orvietano) e del GAL trasimeno-orvietano. È localizzato inoltre all'interno dello STINA, il sistema territoriale di interesse naturalistico del Monte Peglia.
- Classificazione climatica: zona E, 2275 GR/G

### Territorio
Diverse sono le ipotesi che si fanno sulle origini del nome "Monteleone": il Pieri ipotizza una derivazione dal nome proprio latino Leo, altri da papa Leone IX.
Tale pontefice, dopo essere stato eletto nella città tedesca di Worms, si reca a Roma per ricevere l'elezione canonica; nel viaggio, durante il febbraio del 1049, passa anche nel luogo dove sorgerà di lì a poco Monteleone.
Leone IX è un grande capo della cristianità di quegli anni, amico e protettore di Orvieto.
È anche probabile che gli orvietani, con questo nome, vogliano sottolineare la forte funzione difensiva del castello.
Monteleone d'Orvieto è attraversato dai fiumi Chiani, dai torrenti Ripignolo e Fossalta; non lontano dal capoluogo, alla Fonte del Ss. Crocifisso, nasce il fiume Nestore, importante affluente di destra del Tevere.
Il paese è all'interno della Val di Chiana romana, indicando con tale termine la parte della valle che nel Medioevo apparteneva allo Stato Pontificio e distinguendola così dalla Valdichiana aretina e senese un tempo ricompresa nel Granducato di Toscana; Fabro e Monteleone d'Orvieto sono i due ultimi comuni della lunga e stretta valle del fiume Chiani che inizia nella provincia di Arezzo, attraversa la provincia di Siena e finisce con le due province Umbre di Perugia e Terni.
L'assetto geologico del territorio in cui si trova la dorsale collinare di Monteleone d'Orvieto è il risultato delle vicende tettoniche che hanno interessato la zona fra il miocene ed il plio-pleistocene.
Il Cattuto nel 1988 propone una ricostruzione paleogeografica per un'area ricomprendente anche Monteleone. Da tale studio si desume che durante il pliocene medio-superiore, la linea di costa del mare era orientata in direzione Nord/Ovest-Sud/Est ed occupava le attuali valli dei fiumi Chiani e Paglia.
In questo mare del pliocene, in corrispondenza del territorio compreso fra Città della Pieve e Monteleone, si depositarono ampie zone di sedimenti trasportati poi dal paleo fiume Nestore che, defluendo verso Sud-Ovest, portò il suo carico solido in corrispondenza dell'antica linea di costa.
Il materiale risulta oggi distribuito in maniera regolare, presentando una classificazione molto tipica, su un'ampia superficie, i cui insiemi di strati orizzontali più alti ed interni del materiale depositato (caratterizzato dai sedimenti più grossolani), è oggi ben evidenziato dalla formazione del conglomerato di Città della Pieve, cittadina situata a pochi chilometri da Monteleone.
La struttura della dorsale collinare è quindi costituita in alto da sedimenti fini, medi e grossolani.
Procedendo dall'alto verso il basso della serie si ritrovano le seguenti sequenze:
1. sabbie e sabbie limose
2. deposito di conglomerato
3. sabbie limose argillosea
4. sabbie gialle

I versanti che definiscono la dorsale collinare su cui si erge l'abitato del capoluogo sono interessati da fenomeni di dissesto attivi e/o quiescenti. I fossi si trovano in fase di scalzamento dell'alveo e ciò crea valli incassate fra pareti anche a strapiombo. Non a caso fra il novembre 2012 ed i primi mesi del 2013, il clima particolarmente piovoso, ha creato gravi dissesti idrogeologici alcuni dei quali - in particolare ad ovest del capoluogo - hanno dato vita a modificazioni significative della morfologia dei luoghi, con lo scivolamento, orizzontale e verticale, di ampie zone adiacenti all'abitato.

## Storia
L'editto di Federico II è un diploma dato a Città della Pieve perché rimasta a lui fedele; l'Imperatore vi definisce in maniera minuziosa le zone ed i comuni limitrofi alla Città, che a quel tempo ha una superficie di
10.467 ettari e confina con Chiusi, Castiglione del Lago, Paciano, Panicale, Piegaro, Monteleone, Ficulle, Fabro, San Casciano dei Bagni e Cetona. Deve quindi appartenere al dominio di Castel della Pieve
La prima testimonianza storica del territorio comunale di Monteleone d'Orvieto fu rinvenuta nel 1878, quando venne scoperta, nelle vicinanze del capoluogo, una tomba a camera contenente alcune urne appartenenti al periodo etrusco; su di esse sono presenti iscrizioni in latino e tirreno.
La circostanza fa presupporre una comunità etrusca nel territorio, risalente al II-III secolo a.C., soggetta alla lucumonia di Chiusi, dodecapoli etrusca molto vicina.
Lo storico cinquecentesco Cipriano Manente afferma che il castello di Monteleone viene fondato da Orvieto nel 1052 a guardia dei suoi confini settentrionali. Lo studioso monteleonese Pietro Momaroni, sposta la data di fondazione del castrum alla fine del 1100.
Fino a qualche tempo fa si poteva affermare con certezza che il primo documento ufficiale in cui si legge il nome di Monteleone è un atto di Federico II del 1243 (vedi tabella a lato) dove l'imperatore fissa i nuovi confini di Castel della Pieve (Città della Pieve) a lui fedele. Contrariamente a tale tesi il Corgna scrive nel 2004 che, in una Bolla pontificia di Celestino III del 1191, la Misurati inopiam, vengono citate le parrocchie dipendenti dal Vescovo di Chiusi in numero di venticinque Pievi; al confine con le Diocesi di Perugia ed Orvieto il documento richiama "Pozzuolo Umbro, Casamaggiore, Paciano, Panicale, Tavernelle, Piegaro, Castel della Pieve, Monteleone, Salci, Camporsevoli, Trevinano, Santa Fiora". In realtà, in tale documento, non si cita espressamente Monteleone ma la Chiesa di S. Pietro, probabilmente riferendosi alla chiesa di S. Pietro e Paolo la collegiata di Monteleone, ma di questa circostanza, al momento, non vi è certezza.
Nel 1278 il Comune di Orvieto determina i confini dei propri castelli e nel relativo documento Monteleone viene indicato come Piviere; nel catasto del contado orvietano del 1292 è descritto, con le relative stime anche il “Plebarium Montis Leonis.
Dal punto di vista ecclesiastico è assoggettato all'antichissima Diocesi di Chiusi, città all'epoca controllata da Orvieto; nel Seicento entra a far parte della Diocesi di Città della Pieve.
Durante la costruzione del duomo di Orvieto, nella prima metà del XIV secolo, sorgono a Monteleone alcune fornaci per la costruzione di laterizi e la fabbricazione di materiale musivo e vetri; alcuni artigiani locali, primo fra tutti Consiglio Dardalini, ma non solo, sono impegnati nell'opera di doratura delle tessere dei mosaici.
Al XIV secolo risale pure la prima stesura di un antico statuto di cui si dota la Comunità per regolare la vita interna del Castello.
Sempre in quel periodo già esistono od hanno origine alcune Confraternite religiose:
- la Confraternita del SS.mo Sacramento sorge sulla scia del miracolo eucaristico di Bolsena (1263), dell'istituzione, ad Orvieto, della festività del Corpus Domini, e alla traslazione del Sacro Corporale; tale culto viene alimentato dalla predicazione di Bernardino da Siena e successivamente il Concilio di Trento (1545-1563) stimola una capillare diffusione delle Confraternite del Sacramento.
- la Confraternita della Morte, che si prefigge il compito del seppellimento dei defunti, ha una origine anteriore, legata forse alla costruzione del castello.

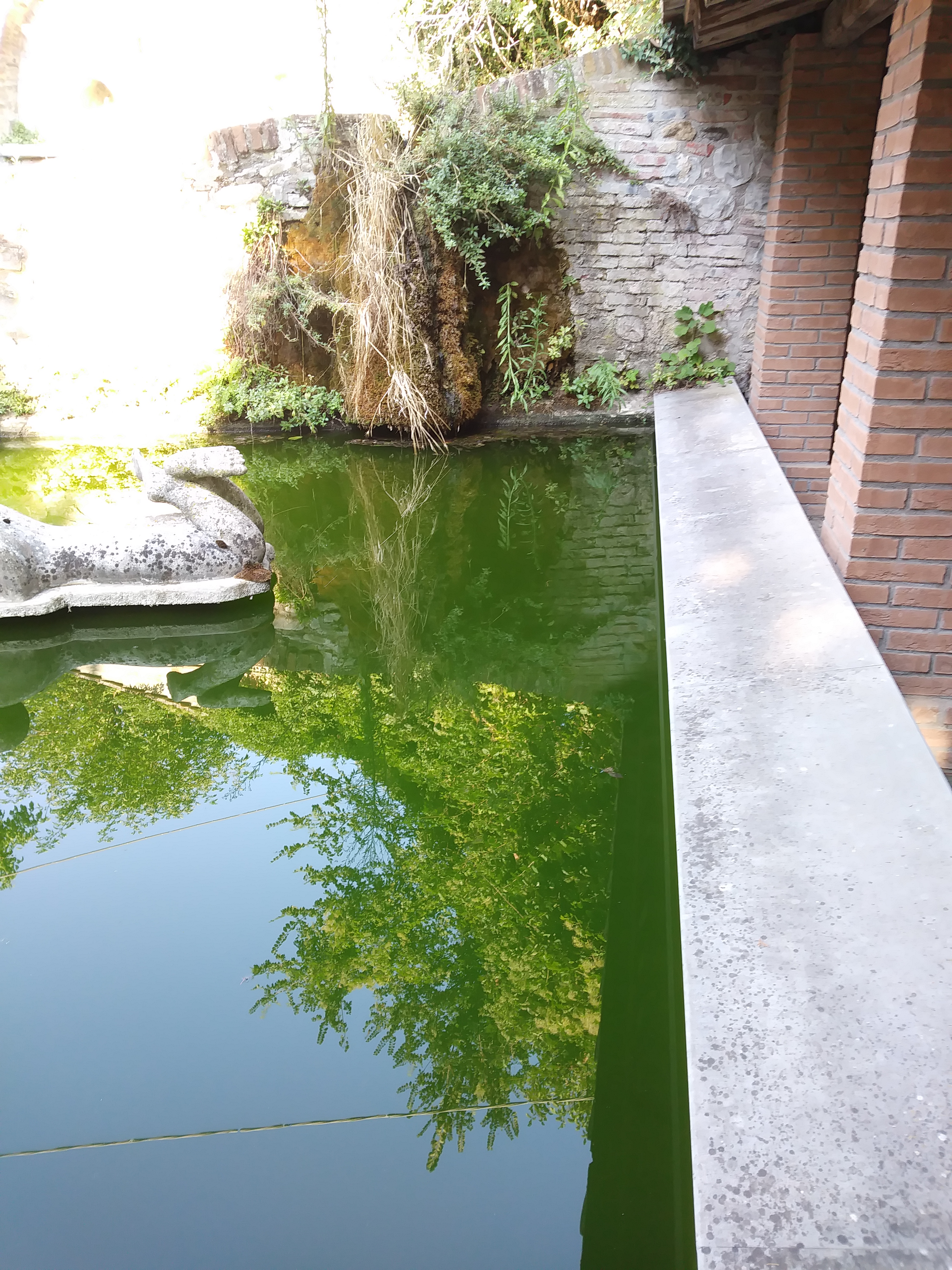
La Fonte del SS. Crocifisso, dove nasce il Nestore.

Tali istituzioni religiose sopravvivono per molti secoli fino agli anni cinquanta, quando vengono sciolte dalle autorità ecclesiastiche per motivi politici legati alla presenza di elementi iscritti a partiti di matrice marxista (PCI e PSI) all'interno delle stesse, cosa che la Chiesa non può, in quel periodo di guerra fredda, evidentemente sopportare.
Il Castello di Monteleone rimane sotto il diretto controllo orvietano fino al 1373, poi, per volere di Carlo IV passa al Visconte di Turrena, quindi viene ceduto al Conte Ugolino di Montemarte da Corbara ma è anche conteso dai Conti di Marsciano che possiedono già il vicinissimo fortilizio denominato Castel Brandetto.
Secondo la loro antica importanza, i luoghi della Diocesi vengono suddivisi in:
- 5 terre: Santa Fiora, Monteleone, Panicale, Piegaro, e Paciano;
- 5 castelli: Trevinano e Salci nel territorio orvietano, Mongiovino, Montalera e Colle S.Paolo nel territorio perugino;
- 18 ville: San Biagio, San Donato, San Bartolomeo, ultra lanis, nel territorio di Città della Pieve; Camporsevoli e le Piazze nel territorio fiorentino; Missiano, Ceraselo, S.Bartolomeo del Piegaro nel territorio di Perugia; altre dieci situate nel cosiddetto Marchesato di Castiglione del Lago, cioè: Vaiano, Strada, Porto, Pozzuolo, Petrignano, Casamaggiore, Gioiella, Badia, Sanfatucchio, e Panicarola con Macchie.

Nel 1398 Papa Bonifacio IX cede il castello al conte Francesco di Corbara al prezzo di un falcone annuo che deve essere pagato nel giorno di San Pietro. I discendenti del conte Francesco di Montemarte rimangono senza prole e il castello passa sotto il dominio di Bartolomeo Della Rovere, nipote di Papa Sisto IV; nel 1481 il Comune di Orvieto riacquista il castrum.
Nel finire del XV secolo la Contessa Manfilia, dei Conti di Montemarte da Corbara, sposatasi con un Bandini di Città della Pieve, rivendica i diritti ereditari su Monteleone; ha così inizio una causa legale che vede però i Bandini passare alle vie di fatto con l'invasione di parte del territorio orvietano: è l'origine di una lunga guerra che si protrae per alcuni anni e si conclude l'11 luglio 1497 con il Trattato di Pace di Monteleone; le condizioni sono sfavorevoli ad Orvieto che perde Salci, ma riesce a mantenere il castello di Monteleone.
In questo stesso periodo il Comune di Orvieto provvede a restaurare e rinforzare le costruzioni difensive del castello: commissiona i lavori all'architetto Belforte di Jacopo da Como. In particolare viene ristrutturata la porta nord del paese con la creazione di una vera e propria rocca, il cassero difeso da robuste mura e da un fossato con ponte levatoio.
Nel 1601 viene istituita la nuova Diocesi di Città della Pieve di cui Monteleone è uno dei principali paesi (ved. tabella " Terre, castelli e ville della nuova Diocesi )
Nel 1643, durante la Guerra per il Ducato di Castro, tra il Papa ed i Farnese, duchi di Parma, Monteleone è assediato, occupato, smantellato e saccheggiato da Firenze, alleato dei Farnese.
A questo periodo risale la costruzione della chiesa del SS.mo Crocifisso, recentemente restaurata.
Nel 1738 vengono traslati a Monteleone i resti del Santo Martire Teodoro che è proclamato coprotettore del paese accanto ai titolari della chiesa principale: i SS.mi Apostoli Pietro e Paolo.
A questo periodo risale anche l'origine delle prime rappresentazioni teatrali organizzate da alcuni giovani e realizzate nei locali comunali che, durante tutto l'arco dei tre secoli, i monteleonesi hanno trasformato nell'odierno “Teatro dei Rustici”.
Nel 1778 la chiesa parrocchiale è eretta in Collegiata insigne e conserva tale titolo fino all'unità d'Italia.
Nel corso dell'Ottocento il paese viene assoggettato per alcuni anni alla dominazione francese; torna subito dopo a far parte nuovamente dei territori dello Stato Pontificio.
Il primo nucleo della Banda musicale viene costituito nel 1848 con il nome di “I dilettanti del suono e del canto”, associazione ancora oggi esistente e funzionante.
Nel 1864 nasce a Monteleone il poeta e critico letterario Pietro Bilancini.
Alla fine dell'Ottocento, nel 1888 viene costruita la torre dell'orologio sulle macerie di un'altra torre preesistente.
Tra i resti più antichi sono da annoverare la porta nord, costruita alla base di una delle torri di pietra della cinta muraria; alcuni brandelli delle antiche mura difensive sono poi ancora visibili in varie zone del centro storico

### Simboli

Lo stemma di Monteleone d'Orvieto

#### Lo stemma comunale
Sono di fine XV secolo i primi documenti d'archivio in cui si può ammirare su sigilli di ceralacca — e successivamente anche nei primi timbri — lo stemma comunale ancora oggi usato: il "leone rampante su un monte all'italiana di tre colli, con corona signorile in capo, circondato da due rami di ulivo e quercia".
Il leone sui colli raffigura il nome stesso del comune ed in araldica simboleggia la forza, il coraggio, la grandezza, il comando, la magnanimità.
Tale simbologia risulta già esistente dai più antichi documenti d'archivio risalenti alla fine del Quattrocento, in sigilli di ceralacca, successivamente nei primi timbri ed infine nelle carte intestate del comune.
La corona è simbolo di dominio feudale e di nobile signoria.
I rami di quercia e di ulivo sono gli ornamenti esteriori che contraddistinguono gli emblemi civici dei comuni italiani e rappresentano rispettivamente, fin dall'antica Roma, l'uno forza, potenza, virtù, coraggio, dignità e perseveranza, l'altro è segno di pace.
Nella chiesa del SS. Crocifisso il leone rampante su tre colli si può osservare sia dipinto all'interno in una delle porte laterali dell'altare maggiore, sia all'esterno, scolpito su una pietra datata 1636 sopra la porta d'ingresso. Lo stemma è anche visibile in un grande riquadro in cotto nella torre dell'orologio.
Il gonfalone è un drappo partito di giallo e d'azzurro.

### Ricorrenze
- 9 settembre 1860 - Unificazione risorgimentale al resto dell'Italia.
- giugno 1944 - Liberazione dalle truppe tedesche
- 4 ottobre 1964 - Apertura del tratto autostradale Chiusi-Orvieto, con conseguente esclusione del paese dalla principale direttrice nazionale.

## Monumenti e luoghi d'interesse

### Architetture religiose

#### Chiese del capoluogo
- Chiesa SS. Apostoli Pietro e Paolo, collegiata insigne, sita nel centro storico in corso Vittorio Emanuele II; custodisce la pregevole tavola della Madonna col Bambino tra i santi Pietro e Paolo. L'opera è da ascriversi alla bottega del Perugino. Sempre all'interno della Collegiata vi è la cripta di San Teodoro;
- Chiesa del SS. Crocifisso (1600), appena fuori dalle mura, ha al suo interno un altare barocco, è stata recentemente ristrutturata[9];
- Chiesina di Pian Pistolla, fuori dal paese lungo la strada che conduce a Città della Pieve;
- Chiesa dalla SS.ma Annunziata lungo la via principale del borgo in corso Vittorio Emanuele II;
- Chiesa di Sant'Antonio oggi adibita a museo parrocchiale;
- Cimitero monumentale di fine XVIII secolo, con annessa una chiesa.

#### Chiese del territorio

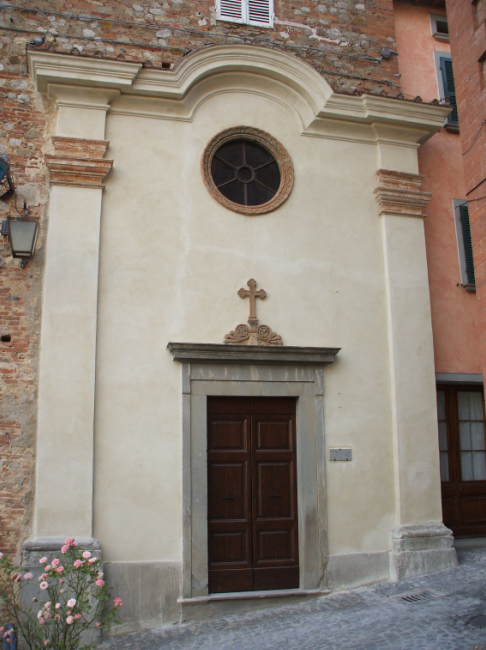
La Chiesa di Sant'Antonio nel centro storico oggi museo parrocchiale

- Chiesa di Santa Maria Maddalena, in frazione Santa Maria;
- Chiesa della Madonna del Soccorso (fine 1700), in frazione Colle, di proprietà privata;
- Chiesa di San Cristoforo (1758), nella frazione di Colle, è anch'essa di proprietà privata;
- Chiesa di San Lorenzo in frazione San Lorenzo;

#### Chiese scomparse
- Chiesa della Madonna della Torre
- Chiesa di San Giovanni decollato o della Morte
- Chiesa di San Rocco
- Chiesa di Sant'Angelo o San Michele Arcangelo
- Chiesa di Pineto
- Chiesa di Corciano
- Chiesa di Sant'Antonino
- Chiesa di San Biagio

#### Chiesa esistente ma trasformata nell'uso
- Chiesa dell'Immacolata Concezione di Perumpetto

### Monumenti
- Porta Nord (di origine medievale e ricostruita nel 1848) detta anche torre mozza; è sita all'entrata del borgo;
- Torrione, di origine medievale, è un belvedere su Umbria, Toscana e Lazio e Valdichiana, posto in fondo al paese;
- Torre dell'orologio (1888) in laterizi, sita in piazza Bilancini: nelle intenzioni dei progettisti doveva divenire la sede del comune di Monteleone,[10];
- Piazza Pietro Bilancini;
- Pozzo Medievale, ricostruito prima degli anni ottanta su disegno originale;
- Fonte del capoluogo (basso medioevo), è un complesso unico, recentemente oggetto di un lavoro di restauro. La fonte è situata poco fuori dalle mura del paese, laddove nasce il fiume Nestore affluente destro del Tevere; serviva per l'approvvigionamento idrico e per dissetare gli animali. Vi è un ampio lavatoio un tempo usato dalle donne del castello;
- Osteria (XIV secolo) edificio fuori dalle mura, era una stazione di cambio dei cavalli;
- Castel Brandetto o Berneto, castello costruito nell'XI secolo, distrutto nel 1350, poi ricostruito: oggi è un casale privato di cui rimangono poche vestigia dell'antica costruzione difensiva;
- "Teatro dei Rustici" (1700), ricavato dal palazzo signorile sede del Podestà o del Vicario che nel Medioevo veniva generalmente inviato da Orvieto.

#### Il borgo medievale

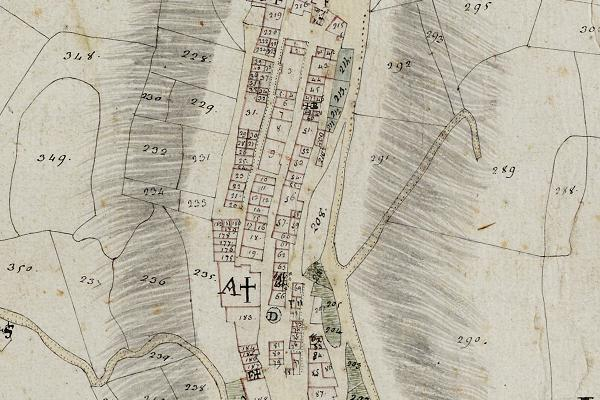
Castrum Montis Leonis: antica pianta della parte iniziale del centro storico

Il centro storico di Monteleone d'orvieto ha una pavimentazione nelle vie costituita di sampietrini e nelle piazze vi sono basole di basalto, materiale quest'ultimo ripreso dalla pavimentazione del secondo dopoguerra, che andò a sostituire le vecchie basole di fine Ottocento, friabili e deteriorate.
Le abitazioni sono collocate lungo la via principale centrale, chiamata fino ai primi del Novecento Via Dritta, oggi  Corso Vittorio Emanuele II  e la parallela Via Torta oggi Via Mazzini . Le altre strade del centro storico sono le panoramiche: Via Uscidietro e Via degli Orti, che guardano il Monte Arale e Montegabbione, mentre Via della Ripa ha come sfondo il versante della Val di Chiana ed il monte Monte Cetona.
Entrati dalla "Porta nord", porta principale di accesso al paese, si può subito ammirare "Piazza Garibaldi": sotto il suo pavimento vi è la "cisterna medievale", che rappresentava una sicura scorta d'acqua per il castello. La cisterna è ancora esistente, ma tra gli anni cinquanta e sessanta l'antico pozzo è stato rimosso.
Anticamente in piazza Garibaldi vi erano anche due Chiese oggi distrutte; la "Chiesa della Madonna della Torre", così chiamata per il campanile posto sulla torre sopra la porta nord: tale edificio di culto apparteneva al comune. La demolizione avvenne nei primi anni dell'Ottocento per motivi legati alla sicurezza essendo la chiesa pericolante.
Sempre in piazza Garibaldi si poteva trovare anche una seconda chiesa quella di San Giovanni Decollato, dove aveva sede la Confraternita più antica di Monteleone: quella della morte; l'edificio religioso fu distrutto quando tale Confraternita decise di trasferire la sede nella "Chiesa di San Antonio".
Un tempo nella piazzetta vi era anche uno dei forni del castello.
Lungo il corso, nell'antica "Via dritta", a sinistra si trova la Chiesa della SS.ma Annunziata, con la sua facciata risalente al 1779 e ristrutturata nel 2004; al suo interno è conservata la statua della Madonna Assunta; anticamente era anche la sede dell'omonima Confraternita, poi trasformata in oratorio della Confraternita del SS.mo Sacramento.
Attigua alla chiesa si trova la casa del Cappellano, sede per molti anni del Presepe Vivente, recentemente riacquisita alla Parrocchia.
Proseguendo lungo il corso, a destra vi è la casa che dette i natali al compositore e direttore d'orchestra Attilio Parelli: una lapide in suo ricordo rammenta questa geniale personalità.
Poco più avanti, sempre a destra, si può ammirare la Chiesa parrocchiale, centro della vita del castello sin dai primi anni della sua esistenza. Aveva - un tempo molto lontano - portici di fronte e di lato: la testimonianza di ciò è facilmente rinvenibile ancora oggi nel muro a nord. Accanto sorgeva anche il cimitero.
Quando venne costruito l'edificio di culto aveva una sola navata e quattro cappelle; dietro l'altare principale vi era anche un coro. Durante i secoli la chiesa ha conosciuto ampliamenti e varie modificazioni; tra il 1815 ed il 1821 vennero costruiti la facciata ed il campanile in laterizi provenienti dalle fornaci che all'epoca erano fiorenti a Monteleone.
Le campane sono quattro: a nord vi è il  “Campanone”, la campana maggiore, dal forte timbro armonico ed un tono maestoso.
Le cappelle laterali sono state tolte e la chiesa oggi ha tre navate.
La pala d'altare appartiene alla scuola del Perugino e rappresenta la Madonna con il Bambino, con ai lati gli Apostoli San Pietro e San Paolo.
Oggi al posto del coro vi è l'abside e ancor sotto si trova la cripta del corpo di San Teodoro Martire, decorata negli anni trenta dal prof. Guglielmo Ascanio.
Negli anni cinquanta la chiesa assunse l'aspetto definitivo che ha ancora oggi: fu innalzata, vennero aperte delle finestre in alto per una migliore illuminazione e venne interamente decorata; più recentemente è stata realizzata la nuova pavimentazione.
A sinistra dell'altare maggiore si trova l'altare dedicato all'Annunciazione ed a destra trova posto la cappella del Sacro Cuore, realizzata dai monteleonesi per celebrare la fine della seconda guerra mondiale.
È molto probabile che per Monteleone passi l'antica Via Cassia. Non ultima prova ne è il concordato del 26 gennaio 1828 fra la Santa Sede ed il Granducato di Toscana, in cui viene decisa la riapertura di tale importantissima via.
Riporta il Bolletti nel 1830
(Giuseppe Bolletti Notizie istoriche di Città della Pieve, Perugia 1830)
Proseguendo nella passeggiata lungo il corso, a pochi metri sulla sinistra vi è Piazza Cavour, con il caratteristico “Pozzo”, un'antica cisterna a servizio della comunità; si tratta di una costruzione del XIX secolo in laterizi - a copertura di un altro deposito d'acqua medievale - ancor più antica.
Il pozzo è stato ricostruito negli anni ottanta su disegni originali: la grata, il braccio della carrucola e le pietre della base e bordatura sono autentiche.
Appena si lasciata piazza Cavour si trova subito Piazza Pietro Bilancini, la principale del paese, fino ai primi anni del Novecento denominata Piazza dell'Orologio e successivamente Piazza Umberto I; solo nel 1956 prende l'attuale denominazione in ricordo del poeta e critico letterario monteleonese Pietro Bilancini (1864 – 1895), che nella Piazza ha la sua casa natale in cui, anche in questo caso, è apposta la lapide in suo ricordo.
Nella parte alta della piazza vi è la Chiesa di sant'Antonio di Padova, oratorio della Confraternita della Morte: la facciata è del 1700. A nord si trova la torre dell'orologio, costruita nel 1888 su progetto di Filidio Lemmi, ed in fondo alla piazza vi sono i locali della Parrocchia e la Biblioteca Comunale.
La piazza è sostenuta da un robusto muro che la separa dalla strada del Sassone, che parte dal paese, attraversa l'antica porta Sud e scende verso la campagna; sopra la muraglia, tra i palazzi, si può ammirare il panorama della Valdichiana Romana.
In poche zone d'Italia si produce lo zafferano e Monteleone d'Orvieto è fra queste.
Come infatti ha scritto Livia di Schino in un articolo le “Terre dello zafferano…(sono) Città della Pieve, Paciano, Panicale, Piegaro, Castiglione del Lago, Monteleone d'Orvieto e Montegabbione”
In Italia il croco si produce solo in alcune limitate zone dell'Umbria, dell'Abruzzo della Sardegna e del senese.
Questa specificità è già ricordata nello Statuto medievale del 1600 (ripreso a sua volta dallo statuto del 1407): due dei suoi articoli sono dedicati alla coltura dello zafferano, uno ha il titolo  “Della Pena di chi darrà danno in orto croco o robba di altri”  che così statuisce:
(Trascrizione di Sergio Giovannini dell'Antico Statuto di Monteleone del 1600, ripreso dal analogo documento del 1407 – Archivio Comunale di Monteleone d'Orvieto)
L'altra norma statutaria tratta  “Di quello che meterà erba nelle, biade, legumi, Vignie, Are, Prati, di altri”
(Trascrizione di Sergio Giovannini dell'Antico Statuto di Monteleone del 1600 ripreso dal analogo documento del 1407 – Archivio Comunale di Monteleone d'Orvieto)
Ancor più avanti si trova Piazza del Municipio, con l'edificio comunale anticamente sede della Congregazione di Carità; nello stesso palazzo erano collocate le scuole.
Nella stessa piazza, di fronte al Municipio, vi è il “Teatro comunale dei Rustici”, e alle sue spalle, si possono ammirare i resti delle antiche mura; dalla parte opposta, si giunge alla Via del Muro dove si trovano anche qui vecchie mura ed un ampio panorama sulla vallata del Chiani.
Dal teatro, proseguendo attraverso un'antica via dove è posto un vecchio forno della Comunità rimasto fino ai nostri giorni, si giunge alla Piazza del Torrione, così denominata perché è delimitata da un muraglione costruito alla fine dell'Ottocento a sostegno del terreno scosceso sopra al quale anticamente esistevano le mura del castello.
Tale piazza, che chiude l'estremo lato sud del paese, è una terrazza che si affaccia su un amplissimo panorama che spazia dalla montagna di Cetona a Monte Arale, scoprendo tutta la vallata del Chiani fino al monte Amiata ed ai monti Cimini, quindi le dolci colline umbre fino al monte Peglia, punteggiate da antichi borghi: a Sud Fabro, mentre tra gli ulivi, stretto da due alti cipressi si scorge un tabernacolo, è il Crocifisso posto all'incrocio dove la strada del Sassone si divide a destra verso la località detta San Biagio e a sinistra verso quella denominata Pineto; in entrambi i luoghi anticamente esistevano due chiese di campagna di cui oggi non resta più traccia.
Verso est, vi è l'abitato di Montegabbione e vicino, circondato da alti cipressi il cimitero, costruito nella seconda metà dell'Ottocento, anch'esso con mattoni cotti nelle fornaci locali; ancor più vicino, sopra un aspro burrone, si può ammirare Castel Brandetto, oggi un elegante casale, ma, come attestano i documenti, antichissimo fortilizio di proprietà dei Conti di Marsciano, fondato prima dello stesso Monteleone e distrutto dai Monaldeschi nel 1350, per ritorsione contro il conte Bulgaro, appartenente ad una famiglia collaterale dei Bulgarelli.
Al Torrione, ammirando il dolce panorama, che ricorda gli ampi paesaggi dei dipinti del Perugino ci si può sedere e concedere un momento di riposo e di meditazione!

### Luoghi naturali

#### Il parco dello S.T.I.N.A.
Monteleone ricade nel parco dello S.T.I.N.A.
L'acronimo S.T.I.N.A. sta per sistema territoriale di interesse naturalistico del Monte Peglia e Selva di Meana; il parco, istituito nel 2000, interessa l'area alto-collinare e montana di cui Monteleone d'Orvieto è parte integrante, insieme ai comuni di Allerona, Castel Viscardo, Fabro, Ficulle, Montegabbione, Orvieto, Parrano, San Venanzo e Todi (unico comune della provincia di Perugia). Complessivamente lo S.T.I.N.A. si estende su una superficie di 47.159 ha di cui 4.535 di area protetta.
Comprende al suo interno tre aree naturali, centri medievali ben conservati, siti paesaggistici di particolare interesse naturalistico, faunistico, paleontologico.
- Aree protette
  - della Selva di Meana, la più grande, che diverrà un parco interregionale di 6.000 ettari insieme la vicina riserva naturale del Monte Rufeno nel Lazio;
  - dell'Elmo Melonta che interessa la Valdichiana umbra ed ha quale caratteristica una natura selvaggia poco accessibile;
  - di San Venanzo, che con i suoi 120 ha è la più piccola, ma caratterizzata dalla presenza originale di una zona vulcanica con alcuni minerali e rocce uniche al mondo.

## Società

### Evoluzione demografica
Abitanti censiti

### Etnie e minoranze straniere
Circa il 10% della popolazione è immigrata. Si tratta di rumeni e albanesi, ma sono presenti molte altre nazionalità. Il dato della popolazione scolastica è ancora maggiormente influenzato dai nuovi italiani.

### Lingue e dialetti
Il dialetto, pur marcato, non fa riferimento a particolari influssi umbri, poiché il paese di Monteleone si trova a cavallo fra 3 province (Terni, Perugia, Siena) e 2 regioni (Umbria e Toscana); esso risente maggiormente di alcune accentature toscane.
L'intero ambito dell'Alto Orvietano ha tale dialetto, pur con significative variazioni, che non ha legami particolari con i territori circostanti.

### Religione
Per la giurisdizione ecclesiastica cattolica Monteleone appartiene all'arcidiocesi di Perugia-Città della Pieve, pur trovandosi in provincia di Terni; è una particolarità unica rispetto ai comuni del proprio ambito, che fanno tutti riferimento alla diocesi di Orvieto-Todi.
Tale diversità dipende dall'erezione nel 1600 della diocesi di Città della Pieve: il solo comune attualmente appartenente alla provincia di Terni che vi entra a far parte è proprio Monteleone d'Orvieto; nel 1986, con l'unione di tale diocesi all'arcidiocesi di Perugia, anche Monteleone segue la stessa sorte di Città della Pieve.

## Cultura

### Istruzione

#### Biblioteche
- Biblioteca comunale nel capoluogo

#### Scuole
Le scuole monteleonesi appartengono all'Istituto comprensivo ICAO che ricomprende 5 cinque comuni dell'Alto Orvietano.
Nel comune vi sono tutti i livelli della scuola primaria: dell'infanzia, con due sezioni; elementari e medie, con una sezione ciascuno.
L'asilo nido è presente come servizio associato insieme ai comuni di Fabro, Ficulle, Parrano e Montegabbione; la sede in questo caso è Fabro.

#### Musei

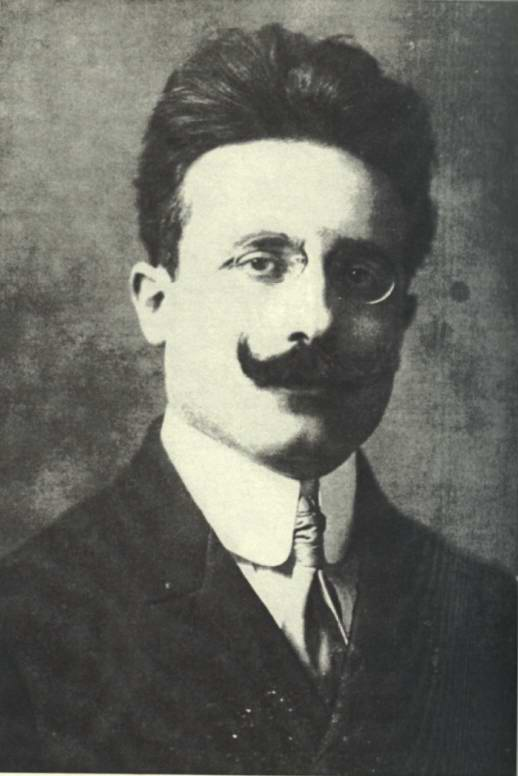
Il maestro Attilio Parelli

- Centro documentazione musicale Attilio Parelli, in Piazza Bilancini;
- Museo parrocchiale all'interno della chiesa di Sant'Antonio. La collezione è composta da dipinti ed oggetti sacri di pregio e di importante valore storico.[17]

### Cinema
Negli anni 2005 e 2006 Monteleone è stato usato come set per alcune scene di due serie di "Carabinieri" fiction trasmessa da canale 5.

### Teatro
- Monteleone possiede il "Teatro dei Rustici" del 1700 che prende il nome dalla compagnia Filodrammatica dei Rustici, presente ed attiva dal 1800 fino a dopo il 1950.

### Eventi
- Il 16 agosto si svolgono il Corteo storico di Monteleone d'Orvieto e la Giostra del giglio

## Geografia antropica

### Frazioni
Le frazioni del comune di Monteleone - Santa Maria, Spiazzolino, Colle, San Lorenzo - sono tutte poste tutte lungo la Umbro casentinese SR 71.

#### Santa Maria
Santa Maria è la frazione più popolosa del comune di Monteleone d'Orvieto: secondo i dati del censimento Istat 2001, gli abitanti sono 606.
L'abitato si trova a 254 m s.l.m., è posto nella parte a sud del comune, confina con Fabro, è attraversato dalla Strada statale 71 Umbro Casentinese Romagnola (oggi SR 71) ed è diviso dal fosso omonimo. La frazione è adagiata nella lunga e stretta Val di Chiana, non molto distante dal fiume Chiani.
L'abitato è ubicato a circa 2 km dalla stazione ferroviaria e dal casello autostradale dell'A1 di Fabro.
Il nome della frazione deriva dalla antica chiesa di Santa Maria Maddalena risalente al XV secolo.
Negli anni novanta sono venuti alla luce degli antichi resti di una fornace e una tomba molto povera del I–II secolo d.C.: rappresentano le più antiche testimonianze storiche del comune di Monteleone d'Orvieto. Tale ritrovamento sta a significare che nella zona dove adesso sorge la frazione, vi era un abitato probabilmente rurale; a tal proposito è da tenere conto che in epoca etrusco-romana la zona era fertile, il Chiani navigabile e a poca distanza passava l'importantissima via Cassia.
La frazione ha l'economia più florida del paese basata sulle attività commerciali, agriturismo e artigianato.

#### Colle
Provenendo da Santa Maria e risalendo la SR 71, dopo il piccolo agglomerato dello Spiazzolino si incontra la frazione di Colle, suddivisa in due abitati distinti: Colle Basso e Colle Alto; a quest'ultimo si accede attraverso alcune strade comunali. Gli abitati si trovano rispettivamente a 340 ed a 352 m s.l.m.
La probabile origine del nome deriva dalla posizione del centro abitato più antico, Colle Alto, posto su una collinetta.
La storia della frazione è legata strettamente alle due chiese private che sono presenti nei due agglomerati che la costituiscono.
La chiesa di San Cristoforo venne costruita a Colle Alto dalla famiglia Cecchetti accanto alla loro casa; in data 4 luglio 1758, fu benedetta e consacrata ed eretta in Oratorio pubblico.
Nel campanile vi sono due campane: una piccola, dedicata all'Addolorata ed una, più grande, dedicata al patrono San Cristoforo. L'anno di fusione di quest'ultima è il 1706, 52 anni prima della consacrazione della chiesa. Gli abitanti erano soliti celebrare la festa del santo nel mese di maggio.
L'agglomerato di Colle Basso si è formato in epoca più recente.
Anche in tale luogo esiste una chiesa privata, costruita a fine Settecento, dedicata alla Madonna del Soccorso: si trova nel palazzo della famiglia Cecchini. Di essa si hanno poche notizie, perché classificata Oratorio privato; dal XX secolo assolve anche la funzione di oratorio semipubblico, contemporaneamente alla costituzione del primo nucleo di Colle Basso.
Nel piccolo campanile vi sono alcune campane, di cui due dedicate al Crocefisso ed una alla Madonna del Soccorso, fuse nel 1817 da Pietro Sini di Acquapendente.

### Urbanistica
I principali atti adottati in materia urbanistica nel comune di Monteleone d'Orvieto sono gli strumenti programmatori generali comunali ed in particolare:
- il Piano di fabbricazione la cui approvazione risale al 1982; è il primo atto generale di programmazione del territorio;
- il Piano regolatore generale comunale del 2004; ha dato una definitiva sistematizzazione alla programmazione comunale in materia urbanistica, recependo gli strumenti provinciali, quali il PTCP, le norme regionali, nazionali ed i vincoli di salvaguardia territoriale.
- Il nuovo regolamento edilizio è in vigore dal 28 agosto del 2012

## Economia
Nel comune di Monteleone d'Orvieto sono presenti 151 imprese attive.. Le attività prevalenti sono legate all'agricoltura (comprese le molte attività agrituristiche) come avviene anche in tutto il territorio di riferimento, l'Alto Orvietano.
In particolare le attività delle 151 imprese sono così suddivise:
- agricoltura 40% (Nell'area di riferimento, l'Alto Orvietano, il dato è di 39,1%)
- attività manifatturiere 8% (media dell'area 8,3%)
- costruzioni 14% (media dell'area 16,2%)
- commercio 23% (media dell'area 20,8%)
- alberghi e ristoranti 5 % (media dell'area 4,9%)
- altro 10 % (media dell'area 10,7)

### Agricoltura
Tale attività ha ancora una grandissima importanza rappresentando il 40% delle imprese del territorio. In esse sono racchiuse molte aziende agrituristiche che sono divenute ormai un motore dello sviluppo turistico in quanto non stanno subendo la crisi che in questi ultimi anni si abbatte in tale settore.
Particolari imprese si rivolgono anche nella produzione all'ingrosso di carni di coniglio e chianina e dello zafferano, in quest'ultimo caso riprendendo una tradizione locale medievale.

### Turismo
Il paese ha una particolare vocazione turistica, dato confermato dalle moltissime attività presenti in tale settore; dall'ultime rilevazioni risultano in forte crescita le presenze negli agriturismi, case vacanza, bed and breakfast, che in pochi anni (2005-2007) sono passate da 5000 a 9000 su base annua.

## Infrastrutture e trasporti

### Strade
Nel comune di Monteleone sono presenti le seguenti strade:
- la parte sud del suo territorio è attraversato da un pezzo della A1, il cui casello si trova a pochi chilometri nel comune di Fabro;
- la principale arteria di comunicazione è la Strada statale 71 Umbro Casentinese Romagnola (SR 71) che attraversa tutto il territorio comunale ed i principali centri abitati;
- è possibile che anticamente fosse attraversato dalla via Cassia.

### Ferrovie
Parte del territorio è attraversato dalla Ferrovia Firenze-Roma, le cui stazioni si trovano a pochi chilometri a Fabro e Chiusi.

### Mobilità urbana
Tutto il paese è collegato con due servizi autobus:
- ATC di Terni, collega l'intero comune di Monteleone con Orvieto e Perugia;
- APM di Perugia, unisce il capoluogo con Città della Pieve e Perugia.

## Amministrazione

### I sindaci di Monteleone d'Orvieto
| Periodo       | Periodo       | Primo cittadino         | Partito                  | Carica  | Note   |
| ------------- | ------------- | ----------------------- | ------------------------ | ------- | ------ |
| 1860          | 1864          | Filidio Lemmi           |                          | Sindaco | [ 20 ] |
| 1864          | febbraio 1869 | Lodovico Marocchi       |                          | Sindaco |        |
| Inizio 1900   | 1900          | Domenico Mancinelli     |                          | Sindaco |        |
| 1900          | febbraio 1920 | Pier Damiano Muziarelli |                          | Sindaco |        |
| dicembre 1920 | maggio 1921   | Origene Ubaldi          |                          | Sindaco |        |
| Marzo 1923    | luglio 1926   | Enrico Marocchi         | PNF                      | Podestà |        |
| luglio 1926   | novembre 1928 | Umberto Cricchi         | PNF                      | Podestà |        |
| gennaio 1930  | giugno 1933   | Enrico Marocchi         | PNF                      | Podestà |        |
| giugno 1933   | dicembre 1937 | Ludovico Marocchi       | PNF                      | Podestà |        |
| marzo 1938    | febbraio 1943 | Arnaldo Chiatti         | PNF                      | Podestà |        |
| febbraio 1943 | giugno 1944   | Enrico Marocchi         | PNF                      | Podestà |        |
| giugno 1944   | dicembre 1944 | Marco Angeli            |                          | Sindaco |        |
| dicembre 1944 | aprile 1946   | Rodolfo Prudenzi        |                          | Sindaco |        |
| aprile 1946   | aprile 1965   | Giuseppe Cesaroni       | PSIUP poi PSI            | Sindaco |        |
| aprile 1965   | aprile 1980   | Enrico Paoletti         | PSI                      | Sindaco |        |
| aprile 1980   | aprile 1986   | Paolo Moretti           | PSI                      | Sindaco |        |
| aprile 1986   | aprile 1995   | Piero Timitilli         | PCI poi PDS              | Sindaco |        |
| aprile 1995   | giugno 2004   | Aldo Sorci              | indipendente di sinistra | Sindaco |        |
| giugno 2004   | giugno 2009   | Mario Pattuglia         | DS poi PD                | Sindaco |        |
| giugno 2009   | maggio 2014   | Mario Pattuglia         | PD                       | Sindaco |        |
| maggio 2014   | maggio 2019   | Angelo Larocca          | Lista civica             | Sindaco |        |
| maggio 2019   | giugno 2024   | Angelo Larocca          | Lista civica             | Sindaco |        |
| giugno 2024   | in carica     | Paolo Garofani          | Lista civica             | Sindaco |        |

### I commissari prefettizi dal 1900
| Periodo       | Periodo       | Primo cittadino     | Partito | Carica                  | Note |
| ------------- | ------------- | ------------------- | ------- | ----------------------- | ---- |
| febbraio 1920 | dicembre 1920 | Sertorio Ceccantoni |         | Commissario prefettizio |      |
| maggio 1921   | marzo 1923    | Pietro Romano       |         | Commissario prefettizio |      |
| novembre 1928 | dicembre 1929 | Alberto Graziani    |         | Commissario prefettizio |      |
| gennaio 1929  | dicembre 1929 | Attilio Baldoni     |         | Commissario prefettizio |      |
| dicembre 1937 | marzo 1938    | Argante Bosa        |         | Commissario prefettizio |      |

Fonte dati elettorali: Ministero dell'Interno. Dipartimento per gli Affari Interni e Territoriali.

## Sport

### Impianti sportivi
- Palazzetto dello sport, nel capoluogo, con campo da tennis, calcetto, volley e Pallacanestro
- Campo da calcio, nel capoluogo
- Campo di calcetto, nella frazione di Santa Maria
- Campo di calcetto, nella frazione di San Lorenzo
- Campo tennis, in terra battuta nel capoluogo

### Polisportiva ed altre associazioni sportive
L'A.S. polisportiva è nata nel 1994, è molto attiva può usufruire di un palazzetto dello sport, dedicato al ricordo di "Marco Barbanera" e costruito i primi anni novanta; ha al suo interno campi da tennis, calcetto, pallavolo, pallacanestro ecc. e gestisce anche un campo di calcio esterno (intitolato a Giampiero Maresci), attualmente sede della squadra "Santa Maria Maddalena".
All'interno della moderna struttura trova posto la squadra di calcio a 5, autonoma con proprio presidente, affiliata alla FIGC e vi si svolgono anche attività di volley femminile.
Altre attività della struttura sono legate al campo da tennis coperto.
Il palazzetto unico per genere, struttura e grandezza presente nel territorio dell'Alto Orvietano.
Come già accennato esiste anche una Associazione "Santa Maria Maddalena", creata nella frazione di Santa Maria, di recente costituzione (2006), ma già conta più di 40 giocatori. È iscritta al campionato di calcio UISP.
È attivo anche il Circolo del Tennis "Ugo Uccellini” che gestisce un campo da tennis all'aperto in terra rossa battuta; l'associazione organizza ogni anno torneo estivo, corsi, affitta il campo ed organizza altre iniziative.